# Nom de cortesia
El nom de cortesia (zì), de vegades també conegut com a nom d'estil, és un nom que s'atorga per a ser utilitzat durant etapes avançades de la vida a la cultura xinesa.
Abans del segle xx, els coreans sinicitzats, els vietnamites i els japonesos també eren referits pel seu zì. La pràctica també va ser adoptada per alguns mongols i manxús després de la conquesta Qing de la Xina.
A l'edat de vint anys, s'assigna el zì en reemplaçament del nom d'una persona com un símbol d'edat adulta i respecte. Principalment utilitzat per a noms d'home, el zì pot ser atorgat pels pares, o pel primer mestre personal durant el primer dia de l'escola familiar, o un pot adoptar un zì que un mateix ha escollit. La tradició d'utilitzar noms d'estil ha anat s'ha anat abandonant a partir del moviment del quatre de Maig de 1919. Hi ha dues formes comunes del nom d'estil, el zì i el hào.

## Zì(nom adult)
El zì, de vegades denominat biǎozì o "nom de cortesia", és un nom que tradicionalment se li dona als homes xinesos a l'edat de vint anys, marcant la seva entrada en l'edat adulta. De vegades també li era donat a les dones al contraure matrimoni. Aquesta pràctica s'ha deixat d'utilitzar en la societat xinesa contemporània. Segons el Llibre dels Ritus, després que un home arriba a l'edat adulta, és una falta de respecte per a altres persones de la mateixa generació anomenar-lo pel seu nom original, o Ming. Per tant, el nom de naixement era reservat per a un mateix i els seus pares, mentre que el zì era utilitzat pels adults de la mateixa generació per referir-se entre ells en ocasions formals o per escrit; d'aquí prové el terme "nom de cortesia".
El zì és principalment bisil·làbic (es compon de dos caràcters) i en general està basat en el significat del Ming o nom de la persona. Yan Zhitui (顏之推) de la dinastia Qi del Nord creia que mentre el propòsit del Ming era distingir una persona d'entre les altres, el zì havia d'expressar la integritat moral de la persona que el portava.
La relació que sovint existeix entre el zì d'una persona i el seu Ming es pot veure en el cas de Mao Zedong, el zì era Rùnzhī. Aquests dos caràcters comparteixen el mateix radical - 氵, que significa aigua. Ambdós caràcters poden significar "beneficiar-se" o "nodrir".
Una altra forma de crear un zì és utilitzar un caràcter homofònic zǐ (en xinès, 子; pinyin, zǐ) - un títol respectuós per a un home - com el primer caràcter del zì bisil·làbic. Per exemple el zì de Gongsun Qiao era: Zǐchǎn, i el de Du Fu: Zǐméi (子 美).
També és usual construir el zì utilitzant com a primer caràcter un que expressi l'ordre de naixement a la família del portador respecte als seus germans homes. Per això Confuci, que es deia Kǒng Qiū (孔丘), va rebre el zì de Zhòngní (仲尼), on el primer caràcter Zhong indica que ell era el segon fill de la família. En general els caràcters utilitzats són bó (伯) per al primer, Zhong (仲) per al segon, shū (叔) per al tercer, i jì (季) per al més jove, si la família està formada per més de tres fills.
L'ús del zì va començar durant la dinastia Shang i lentament es va convertir en un sistema, que es va fer popular durant la dinastia Zhou, que va succeir a la Shang. Durant aquest període, a les dones també se'ls donava un zì. El zì atorgat a una dona generalment estava format d'un caràcter indicant el seu ordre de naixement entre les filles dones de la família i el seu cognom. Per exemple, Meng Jiāng (孟 姜) era la filla gran de la família Jiāng.
La següent taula mostra el zì d'algunes persones famoses:

## Exemples
| Xinès                  | Cognom     | Nom             | Nom de cortesia |
| ---------------------- | ---------- | --------------- | --------------- |
| Lǎozǐ 老子             | Lǐ 李      | Ěr 耳           | Bóyáng 伯陽     |
| Kǒngzǐ (Confuci) 孔子  | Kǒng 孔    | Qiū 丘          | Zhòngní 仲尼    |
| Sūnzǐ (Sun Tzu) 孫子   | Sūn 孫     | Wǔ 武           | Chángqīng 長卿  |
| Cáo Cāo 曹操           | Cáo 曹     | Cāo 操          | Mèngdé 孟德     |
| Guān Yǔ 關羽           | Guān 關    | Yǔ 羽           | Yúncháng 雲長   |
| Liú Bèi 劉備           | Liú 劉     | Bèi 備          | Xuándé 玄德     |
| Zhūgé Liàng 諸葛亮     | Zhūgé 諸葛 | Liàng 亮        | Kǒngmíng 孔明   |
| Zhào Yún 趙雲          | Zhào 趙    | Yún 雲          | Zǐlóng 子龍     |
| Lǐ Bái 李白            | Lǐ 李      | Bái 白          | Tàibái 太白     |
| Sū Dōngpō 蘇東坡       | Sū 蘇      | Shì 軾          | Zǐzhān 子瞻     |
| Yuè Fēi 岳飛           | Yuè 岳     | Fēi 飛          | Péngjǔ 鵬舉     |
| Yuán Chónghuàn 袁崇煥  | Yuán 袁    | Chónghuàn 崇煥  | Yuánsù 元素     |
| Liú Jī 劉基            | Liú 劉     | Jī 基           | Bówēn 伯溫      |
| Táng Yín 唐寅          | Táng 唐    | Yín 寅          | Bóhǔ 伯虎       |
| Máo Zédōng 毛澤東      | Máo 毛     | Zédōng 澤東     | Rùnzhī 潤之     |
| Chiang Kai-shek 蔣介石 | Jiǎng 蔣   | Zhōngzhèng 中正 | Jièshí 介石     |